# Bonnen
Bonnen est un hameau néerlandais de la commune d'Aa en Hunze, situé dans la province de Drenthe. Il forme une seule agglomération avec Gieten, dont il dépend.